# Radio Peninsular de Sevilla
Radio Peninsular de Sevilla era una emisora de radio sevillana, ya desaparecida, que tuvo una gran relevancia en el panorama de las ondas en las décadas de los años cincuenta, sesenta y setenta. 
Aurelio de la Viesca, Manolo Bará, Juan Palma, Antonio Gamito y José Luis Garrido Bustamante, entre otros muchos pasaron por sus micrófonos. Disponía de excelentes técnicos de control y sonido y de una completísima y ordenada discoteca dirigida por José Antonio Flores. Fue director de la última etapa de la emisora Julián Crespo Moreno y Manuel Zamorano su director de programación.

## Historia
Inaugurada el 29 de mayo de 1951, como Radio Nacional de España en Sevilla, fue su primer director Manuel Hidalgo Nieto. Durante los años cincuenta, fue el contrapunto de la otra gran emisora sevillana, la potente, Radio Sevilla, EAJ5.
Al inaugurarse en 1963 el Centro Emisor del Sur de Radio Nacional de España, convivieron durante dos años, las dos emisoras con la misma denominación, hasta que el 31 de diciembre de 1965, se transformó en Radio Peninsular.
Inexplicablemente el 23 de noviembre de 1978, estando en la cresta de su popularidad, cesaron definitivamente sus emisiones.

## Programación
Las emisoras de la cadena de Radio Peninsular, si bien pertenecían al grupo Radio Nacional de España, emitían publicidad. Su programación era básicamente musical, abarcando todos los géneros. Los programas dramáticos de la emisora fueron muy populares en los años cincuenta, destacando el programa infantil “El Mago Tranlarán” “Piruetas” con Emilio Segura, Mariló Naval y Agustín Embuena. No era de las emisoras más potentes del grupo, ya que no sobrepasó nunca los 5 kW. 
Las emisiones se iniciaban a las 6:55 de la mañana con un programa muy animado, titulado Primera Hora Peninsular, concluyendo a la 1:00 de la madrugada.
La programación matinal la llenaban los programas "Primera Hora Peninsular",que dirigía y presentaba Enrique Arnáiz, y “Al compás del trabajo”, un magazín musical popularísimo, presentado por Agustín Embuena, donde colaboraba habitualmente Emilio Segura.
Tras las noticias nacionales y locales “Sevilla actualidad”. “Sevilla Meridiano Seis”, seguía “Tarde de Música” y “Volando alrededor del Mundo” de Ángel Álvarez.
La noche estaba dedicaba al flamenco y a la música clásica.
- Datos: Q6096539